# Station Clécy-Bourg
Station Clécy-Bourg is een spoorwegstation in de Franse gemeente Clécy. Het station is gesloten.  